# Јасминка Богдановић
Јасминка Богдановић (Ниш, 1958) је српска сликарка.

## Биографија
Рођена је 1958. године у Нишу. Дипломирала је сликарство на Факултету ликовних уметности Универзитета уметности у Београду 1982. и магистрирала 1984. Уписала је докторске студије 2016. године на истом факултету. Члан је Удружења ликовних уметника Србије од 1982. Редовно је излагала на самосталним и групним изложбама у Србији, Немачкој, Холандији, Швајцарској, Шведској и Енглеској. Бави се сликањем кулиса за позоришне представе и графичким дизајном. Редовно предаје и одржава семинаре из историје уметности, издаје чланке о уметности, актуелним изложбама и уметницима у различитим часописима и књигама и бави се педагошким и терапеутским радом. „Атеље Јасминка Богдановић” у Базелу је центар њеног сликарског рада и тамо одвија низ различитих културних догађаја, изложби и иницијатива.